# 小柳啓伍
小柳 啓伍（こやなぎ けいご、1983年9月25日 - ）は、日本の脚本家。富山県出身。

## 経歴
P.A.WORKSにて制作進行、設定製作、文芸、担当制作を務める。
2011年、『花咲くいろは』の第7話「喜翆戦線異状なし」で脚本家デビュー。同年にP.A.WORKSを退社し、フリーランスになった。
ミリタリー知識を活かして、ミリタリーアドバイザー、設定考証、軍事考証に携わる。

## 参加作品

### テレビアニメ
2006年
- スパイダーライダーズ 〜オラクルの勇者たち〜（担当制作）

2008年
- RD 潜脳調査室（制作進行）
- true tears（設定制作・担当制作）

2009年
- CANAAN（文芸・設定制作）

2010年
- Angel Beats!（設定制作）

2011年
- 花咲くいろは（設定制作・担当制作・脚本）

2012年
- 絶園のテンペスト（脚本）
- さくら荘のペットな彼女（脚本）

2014年
- GO!GO!575（シリーズ構成・脚本）
- M3〜ソノ黒キ鋼〜（脚本）

2015年
- Classroom☆Crisis（脚本協力・脚本）

2016年
- 迷家-マヨイガ-（脚本）
- レガリア The Three Sacred Stars（構成・脚本）
- 灼熱の卓球娘（脚本）

2017年
- メイドインアビス（脚本）
- いつだって僕らの恋は10センチだった。（脚本）

2018年
- キリングバイツ（脚本）
- ひそねとまそたん（ミリタリーアドバイザー・脚本）
- 天狼 Sirius the Jaeger（シリーズ構成・脚本）

2019年
- 盾の勇者の成り上がり（シリーズ構成・脚本）

2021年
- ゴジラ S.P ＜シンギュラポイント＞（軍事考証・脚本協力）

2022年
- 盾の勇者の成り上がり Season 2（シリーズ構成・脚本）

2023年
- 盾の勇者の成り上がり Season 3（シリーズ構成・脚本〈キネマシトラスと共同〉）

2024年
- 勇気爆発バーンブレイバーン（シリーズ構成・軍事考証）

2025年
- クレバテス-魔獣の王と赤子と屍の勇者-（シリーズ構成・脚本）

### 劇場アニメ
2015年
- 映画かいけつゾロリ うちゅうの勇者たち（脚本〈岡田麿里、和場明子と共同〉）

2016年
- Under the Dog（構成・脚色・脚本〈北島行徳、イシイジロウと共同〉・軍事考証〈深見真と共同〉）

2019年
- 劇場版総集編【前編】メイドインアビス 旅立ちの夜明け（脚本〈倉田英之と共同〉）
- 劇場版総集編【後編】メイドインアビス 放浪する黄昏（脚本〈倉田英之と共同〉）

### Webアニメ
- 佐賀県を巡るアニメーション『約束の器 有田の初恋』（2016年、脚本[4]）
- A.I.C.O. Incarnation（2018年、考証協力）

### 特撮
2019年
- UNFIX（軍事考証）

2020年
- ウルトラマンZ（軍事考証）

2021年
- ウルトラマントリガー NEW GENERATION TIGA（脚本）

2023年
- ウルトラマンブレーザー（シリーズ構成・脚本、〈田口清隆と連名〉）

### テレビドラマ
2025年
- 119エマージェンシーコール（脚本）

### その他
- 盾の勇者の成り上がり PV（脚本）